# Revolta de Pedro Deliano
A Revolta de Pedro Deliano (em búlgaro:  Въстанието на Петър Делян; em grego:  Επανάσταση του Πέτρου Δελεάνου), que ocorreu entre 1040 e 1041, foi uma grande rebelião búlgara contra o domínio bizantino. Ela foi a maior e melhor organizada tentativa de restaurar o antigo Império Búlgaro até a Revolta de Asen e Pedro em 1185.

## Pré-condições para a revolta
Após as tropas bizantinas terem conquistado a Bulgária em 1018, Basílio II Bulgaróctono sabiamente decidiu modificar o sistema de taxação búlgaro para acalmar a população. Além disso, apesar de o Patriarcado da Bulgária ter sido rebaixado ao nível de arcebispado, seu líder permaneceu sendo um búlgaro até a morte de Basílio em 1025. Porém, sob o imperador Romano III Argiro, a população foi forçada a pagar em espécie ao invés de bens e mercadorias, o que provocou grande pobreza e inquietação.

## Progresso inicial

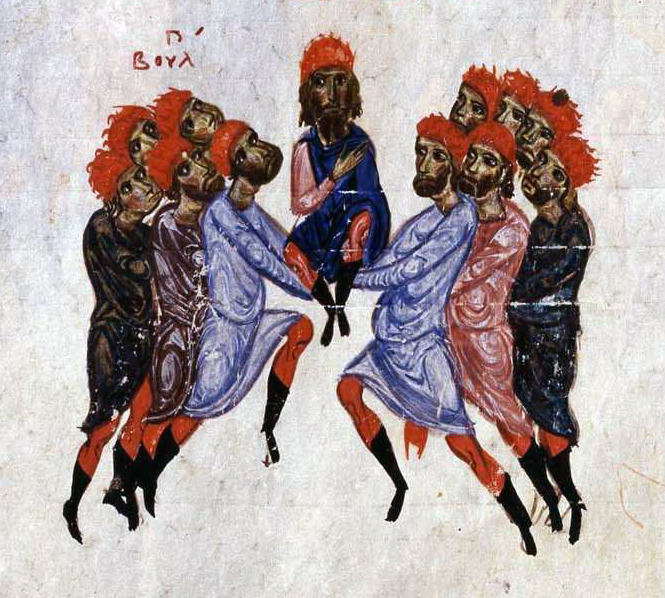
Pedro Deliano é aclamado imperador.
Iluminura do Escilitzes de Madrid

Em 1040, Pedro Deliano, que alegava ser um descendente de Samuel da Bulgária, escapou de Constantinopla e começou a vagar por toda a Bulgária, eventualmente alcançando Morava e, finalmente, Belgrado. A revolta irrompeu ali, onde Deliano foi proclamado "imperador da Bulgária", assumindo o nome de "Pedro II", uma homenagem a Pedro I. Os búlgaros avançaram para o sul em direção aos últimos centros políticos do império, Ácrida e Escópia. No caminho, a população local se juntou a eles, aceitando Pedro Deliano como seu imperador e assassinando todos os bizantinos que encontravam. Ao mesmo tempo, os búlgaros do Tema de Dirráquio se uniram sob a liderança do soldado Ticomiro e avançaram para oeste, alcançando as antigas capitais. A existência de dois campos rebeldes distintos se tornou uma ameaça real para o sucesso da revolta. Pedro Deliano escreveu uma carta para Ticomiro para negociar a execução de ações conjuntas e fez um discurso no qual, em linguagem figurada, contou ao povo que não seria possível ter dois papagaios num mesmo arbusto sem discórdia e que dois imperadores não poderiam dividir um mesmo país. Por isso, eles deveriam escolher apenas um líder, ele ou Ticomiro. Pedro deliberadamente utilizou-se da palavra "papagaios" por que dois papagaios formavam o antigo brasão da casa Cometópulos. Como ele tinha mais influência que seu rival, Deliano foi escolhido de forma unânime como líder e Ticomiro foi assassinado.
Com seu exército engordado pelas tropas de Ticomiro, Pedro II avançou para sul, surpreendendo e derrotando o imperador bizantino Miguel IV, o Paflagônio, na Batalha de Tessalônica, tomando seu tesouro real. Um dos comandantes de Miguel, o búlgaro Manuel Ivatz, provavelmente um filho do boiardo de Samuel, Ivatz, se juntou a Pedro II. Após a vitória, as tropas búlgaras sob o voivoda Kavkan capturaram Dirráquio, na costa do Adriático, e algumas forças penetraram na Tessália, eventualmente chegando até Corinto. Albânia, Epiro e a maior parte da Macedônia foram conquistadas. Outro exército búlgaro liderado por Antim marchou para o sul e derrotou o comandante bizantino Alacaseu na Batalha de Tebas, na Beócia. Com a chegada das notícias sobre os sucessos búlgaros, a população bizantina de Atenas e de Pireu, que já estavam insatisfeitas por conta dos impostos, se revoltou, mas foram rapidamente sufocada por mercenários normandos. As ações decisivas dos rebeldes causaram grande preocupação em Constantinopla, onde os planos para o contra-ataque estavam sendo elaborados.

## Chegada de Alusiano

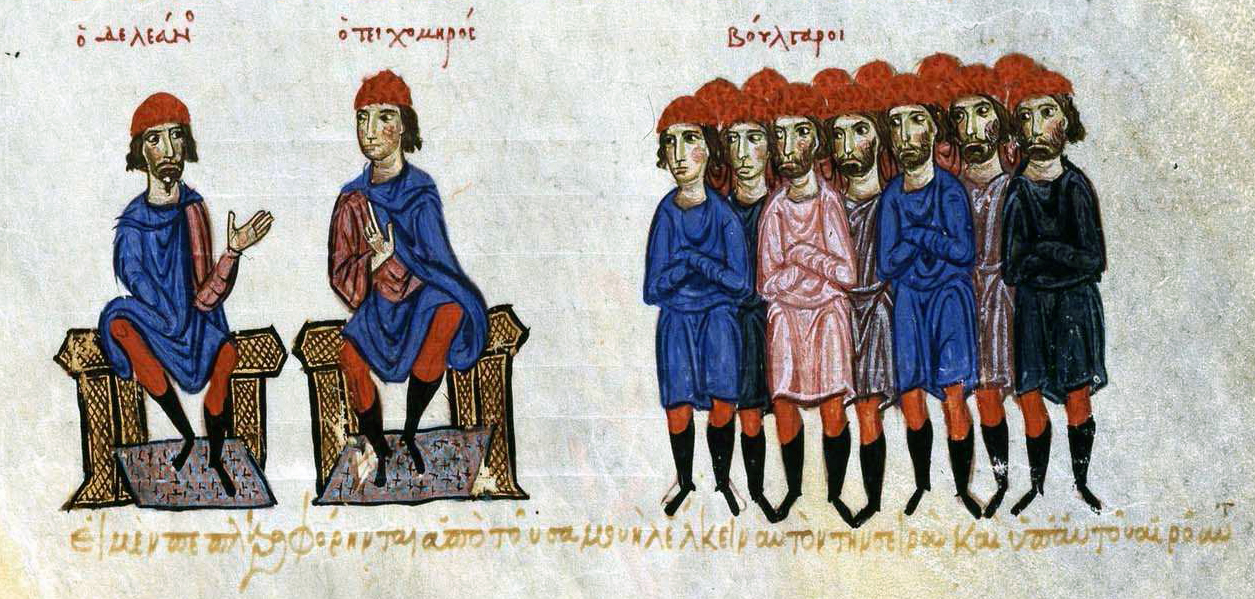
Deliano, Ticomiro e os rebeldes búlgaros.
Iluminura do Escilitzes de Madrid.

Logo as notícias da revolta búlgara alcançaram a Armênia, para onde os descendentes dos últimos imperadores búlgaros foram deportados. O mais respeitado deles era o filho do último imperador João Vladislau, Alusiano. Disfarçado de mercenário, ele chegou a Constantinopla e, a despeito das estritas medidas de segurança, conseguiu chegar na Bulgária em setembro de 1040. O aparecimento de um novo pretendente ao trono significou, porém, o surgimento de novas tensões entre os rebeldes. A princípio, Alusiano não ousou revelar sua origem, mas tentou encontrar aliados entre o seu povo. Ele provou sua alegação com uma marca negra de nascença no cotovelo e logo conseguiu muitos seguidores.
Pedro II Deliano recebeu calorosamente seu primo, embora ele soubesse que Alusiano poderia ser um potencial candidato à coroa. Ele deu-lhe um exército de 40 000 soldados para que ele conquistasse Tessalônica, no que ele falhou. A derrota custou 15 000 mortos e Alusiano foi obrigado a abandonar o campo de batalha deixando para trás suas armas e sua armadura.

## A traição de Alusiano
A dura derrota deteriorou consideravelmente a relação entre os dois líderes: Alusiano estava envergonhado pela derrota e Deliano suspeitava uma traição. Alusiano decidiu agir primeiro e armou um plano contra o primo. Ele convidou Deliano para um banquete onde seus seguidores serviram ao imperador muitas taças de vinho. Quando Pedro II já estava bêbado, os conspiradores atacaram e arrancaram seus olhos com uma faca. Assim, Alusiano se tornou o único líder da revolta. No início, ele realizou algumas operações militares, mas terminou derrotado novamente e teve que fugir para salvar a vida. Então, ele iniciou conversas secretas de paz com os bizantinos. Após eles terem chegado num acordo, no verão de 1041, Alusiano fingiu que enfrentaria uma batalha decisiva contra os bizantinos, mas, quando os exércitos se encontraram, ele abandonou suas tropas e debandou para o lado bizantino.

## Fim da revolta
O imperador bizantino Miguel IV preparou uma grande campanha para finalmente derrotar os búlgaros. Ele juntou um exército de elite de 40 000 soldados com generais habilidosos e ele se movimentava constantemente em formação de batalha. Havia um número considerável de mercenários no exército bizantino, incluindo o príncipe - e posteriormente rei - norueguês Haroldo Manto Cinzento com 500 varangianos. De Tessalônica, os bizantinos invadiram a Bulgária e derrotaram finalmente os búlgaros na Batalha de Ostrovo no final do verão de 1041. Aparentemente os varangianos tiveram um papel decisivo na vitória, pois seu líder foi aclamado nas sagas nórdicas como o "devastador da Bulgária". Mesmo cego, Pedro Deliano estava no comando do exército. Seu paradeiro, contudo, é desconhecido; ele ou morreu em combate ou foi capturado e levado para Constantinopla.
Logo depois, os bizantinos eliminaram os focos de resistência dos voivodes remanescentes de Deliano, Botko na região de Sófia e Manuel Ivats em Prilepo, terminando assim a revolta búlgara.